# Befestigungen der Stadt Salzburg
Die Befestigungen der Stadt Salzburg sicherten viele Jahrhunderte lang die alte Residenzstadt und ihre Bewohner. Beiderseits der Salzach führte seit der Zeit der ersten Stadtbefestigung ein geschlossener Ring von Mauern (teilweise auch in Form von senkrecht behauenen Felsen) um die heutige Altstadt, die auch die Festung Hohensalzburg mit einschlossen. Die mit großem zeitlichen Abstand in drei Etappen angelegte Befestigung der Stadt verlor erst 1860 ihre wehrhafte Bedeutung und wurde wenige Jahre später weitgehend abgerissen.

## Die erste Stadtbefestigung (11./12. bis 13. Jahrhundert)

### Die rechtsseitige Altstadt
Die erste Stadtmauer der rechtsseitigen Altstadt umschloss nur einen kleinen Bereich um den Brückenkopf der Hauptbrücke. Salzachseitig verlief die Wehrmauer vom Lederertor bis zum Inneren Steintor. Der weitere Verlauf führte von der nördlichen Hauszeile der Lederergasse über den Sauterbogen zur nördlichen Hauszeile des Königsgässchens und von dort zum Ostertor (später Inneres Ostertor) und von dort auf den westlichen Ausläufer des Kapuzinerberges bis zum Trompeterschloss (heute Kirche des Kapuzinerklosters) und von dort über steile Felswände zum Inneren Steintor.

### Die linksseitige Altstadt
Die Befestigung der linksseitigen Altstadt führte vom Westertor (später Gstättentor oder Schleifertor) und von dort entlang der nördlichen Häuserzeile der Getreidegasse bis zum ältesten Brückentor (vermutlich im heutigen Raum Judengasse 3). Von dort führte der Wehrmauerzug im Bereich der heutigen nordöstlichen Häuserzeile an der Webergasse (Pfeifergasse) zum Kumpfmühltor und von hier weiter zum Nonntaltor. Der Südteil des Mönchsberges und die Festung Hohensalzburg waren ebenfalls in die Stadtbefestigung eingebunden und schlossen so allseitig den Kreis der Stadtmauer auf der linken Salzachseite. Dieser Teil des Mönchsberges wurde damit schon früh zu einem Teil der Altstadt und besaß den Namen „Mönchsbergviertel“ (siehe folgendes Kapitel).

### Festungsberg und Mönchsberg

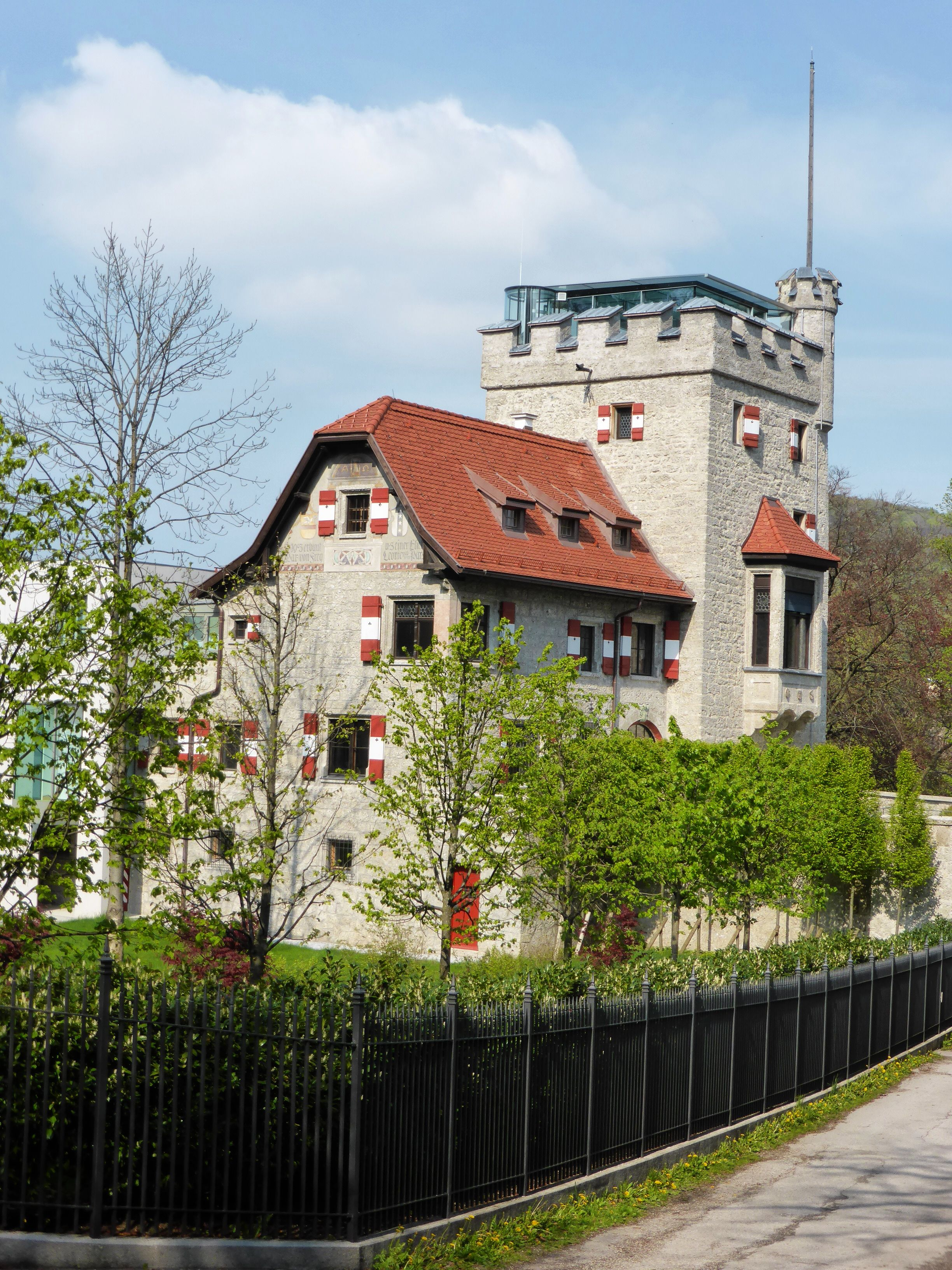
Das Freyschlössl, der umgebaute ehemalige Rote Turm

Auf dem Nonnberg, dem südlichen Vorberg des Festungsbergs, führte die Wehrmauer steil zum Klosterbereich hinauf und von dort über das Äußere Nonnbergtor weiter zum Hauptschloss (heute Festung Hohensalzburg). Von der Festung führte die Wehrmauer entlang des steilen Südabbruches des Mönchsbergs über die Scharte über ein dort vorhandenes Stadttor und den Roten Turm zu den Türmen des Zwingers im Südwesten des Berges (heute Richterhöhe) sowie von dort weiter zum Raum der Bürgerwehr, wo die Befestigung schon damals den Berg in zwei Teile trennte, um an den steilen Felsabbrüchen direkt oberhalb des Klausentores zu enden.

### Erhaltene Teile der Wehranlagen
Erhalten sind Reste der Stadtmauer in einzelnen Altstadthäusern (z. B. Keller des Rathauses oder im Sternbräu); erhaltene Wehrtürme auf dem Mönchsberg sind der Rote Turm (heute als Freyschlösschen stark verändert) und der Konstantinturm (verfallen) aus dem späten 13. Jahrhundert sowie weitere Wehrtürme (Abtsturm, Michaelsturm, Josefsturm, Bertoldsturm) aus dem 14. Jahrhundert.
Ebenfalls erhalten sind Teile von Wehrmauern nächst dem Benediktinenstift Nonnberg, der Stadtmauerrest im Hof der Häuser Lederergasse 1 und 3 sowie der Wehrmauerteil westlich der Franziskuspforte samt erhaltenen Zinnen (Linzer Gasse 14).

## Die zweite Stadtbefestigung (1465 bis 1480)

### Erweiterungen und Verstärkungen der rechten Altstadtseite

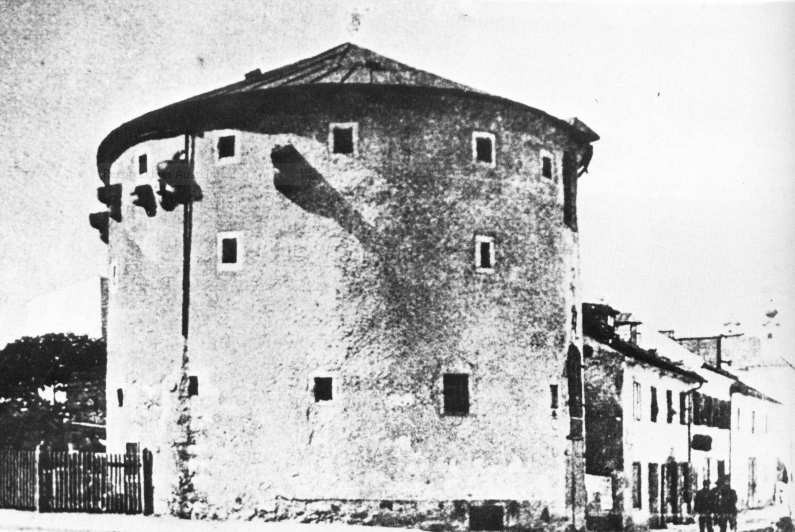
Der ehemalige Hexenturm

Schon im Verlauf des 14. und 15. Jahrhunderts waren den beiden wichtigen Stadttoren (Ostertor und Steintor) zur besseren Sicherung der Stadt zusätzliche Stadttore vorgestellt worden. Damals wurde wohl bereits auch ein erstes Bergstraßtor auf der Straße nach Bergheim errichtet.
Nach 1460 wurde der gesamte Raum zwischen der heutigen Dreifaltigkeitsgasse, der Paris-Lodron-Straße und der Wolf-Dietrich-Straße in die neue Stadtbefestigung eingeschlossen. Als starke Befestigung nach Nordosten zu wurde als Eckturm der Hexenturm erbaut, ein ähnlicher längst abgerissener Turm bestand im Bereich des heutigen Nordtraktes des Lodron’schen Primogeniturpalastes (heute Teil der Universität Mozarteum), der sich als Torturm auch über der damaligen Bergstraße nach Bergheim hin ausdehnte. Als kleines Tor wurde damals das Kotbrückltor (wohl im Bereich des Bruderhofes) angelegt.

### Erweiterungen und Verstärkungen der linken Altstadtseite und des Mönchsbergs
Im Zuge der zweiten Stadtbefestigung wurde die Stadtmauer im Raum der gesamten Getreidegasse bis etwa Nr. 10 zur Salzach hin versetzt neu errichtet. Eine kleinräumige Erweiterung der Stadtbefestigung erfolgte auch im Umfeld des damals neu errichteten Äußeren Nonntaltores. Die Bürgerwehr wurde damals – zuerst mit zwei starken Türmen versehen – neu errichtet, die nach 1500 zu einer achttürmigen Anlage erweitert wurde.

### Erhaltene Teile der Wehranlagen
Das Innere (?) Nonntaler Tor im Keller des Hauses Schanzlgasse 14 (heute Landeskindergarten), von dem Teile erhalten sind, wurden von Fürsterzbischof Paris Lodron zuerst verändert, wenig später dann aber aufgelassen.
Erhalten blieben auch Reste der Stadtmauer in der Paris-Lodron-Straße, die straßenseitig die hohe Begrenzungsmauer beim Loretokloster bilden.
Die Bürgerwehr auf dem Mönchsberg mit doppeltem Mauerzug samt aufgesetzten Wehrgängen (fertiggestellt nach 1500, zwei Türme sind heute verfallen) stammt ebenfalls aus dieser Zeit. Hier fanden 2005/2006 erste Restaurierungsarbeiten statt, die 2021 fortgesetzt werden.

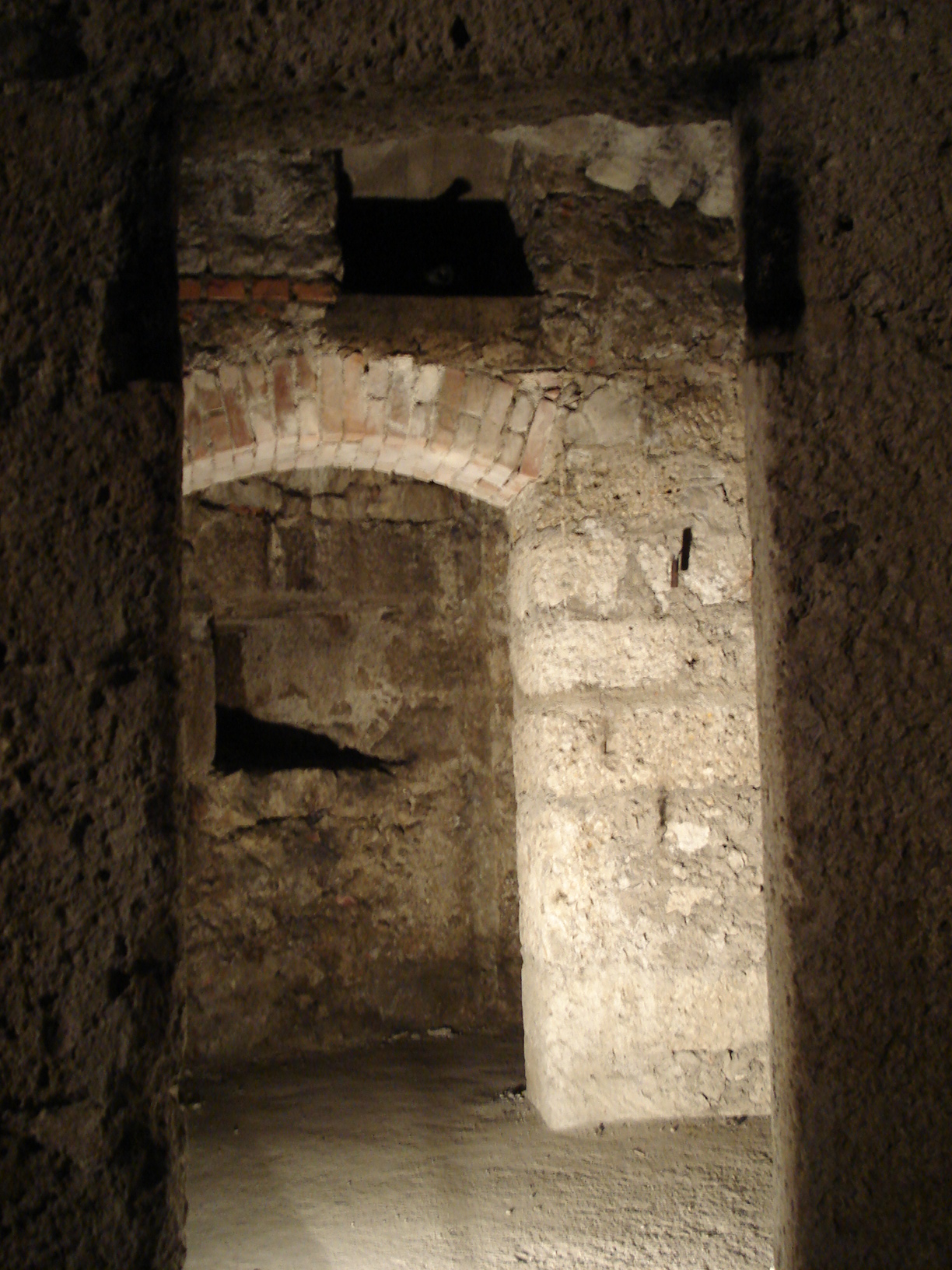
Reste des ehemaligen Inneren Nonntaler Tors im Haus Schanzlgasse 14
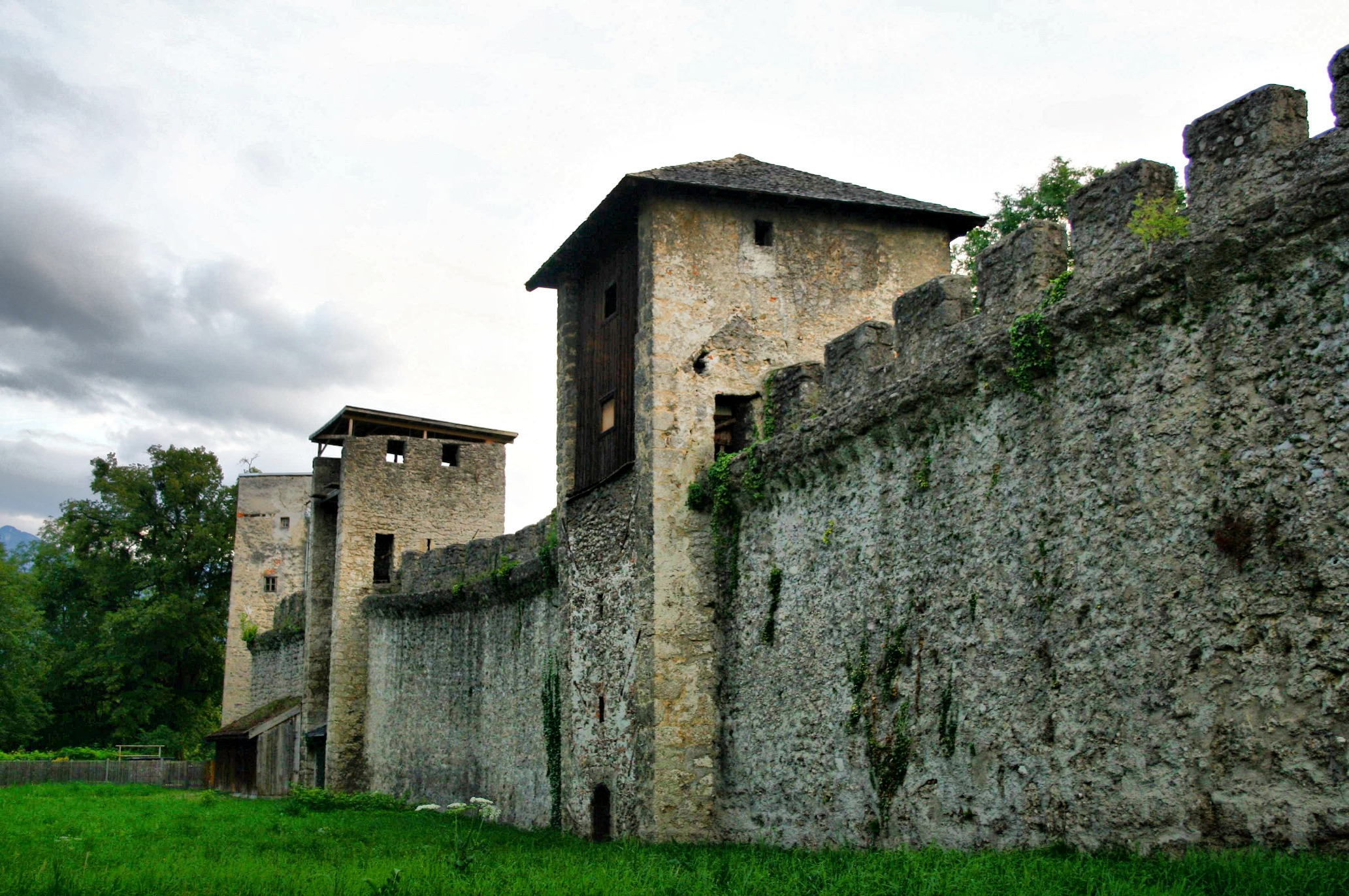
Teil der Bürgerwehr auf dem Mönchsberg
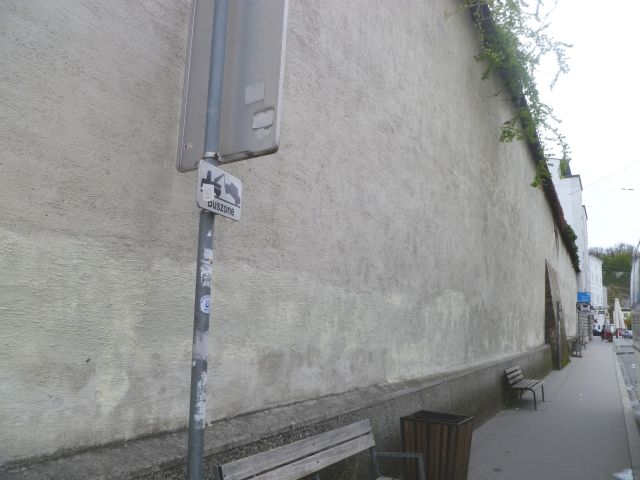
Stadtmauer an der Paris-Lodron-Straße (heute verputzt)

## Die dritte Stadtbefestigung (1620 bis 1645)

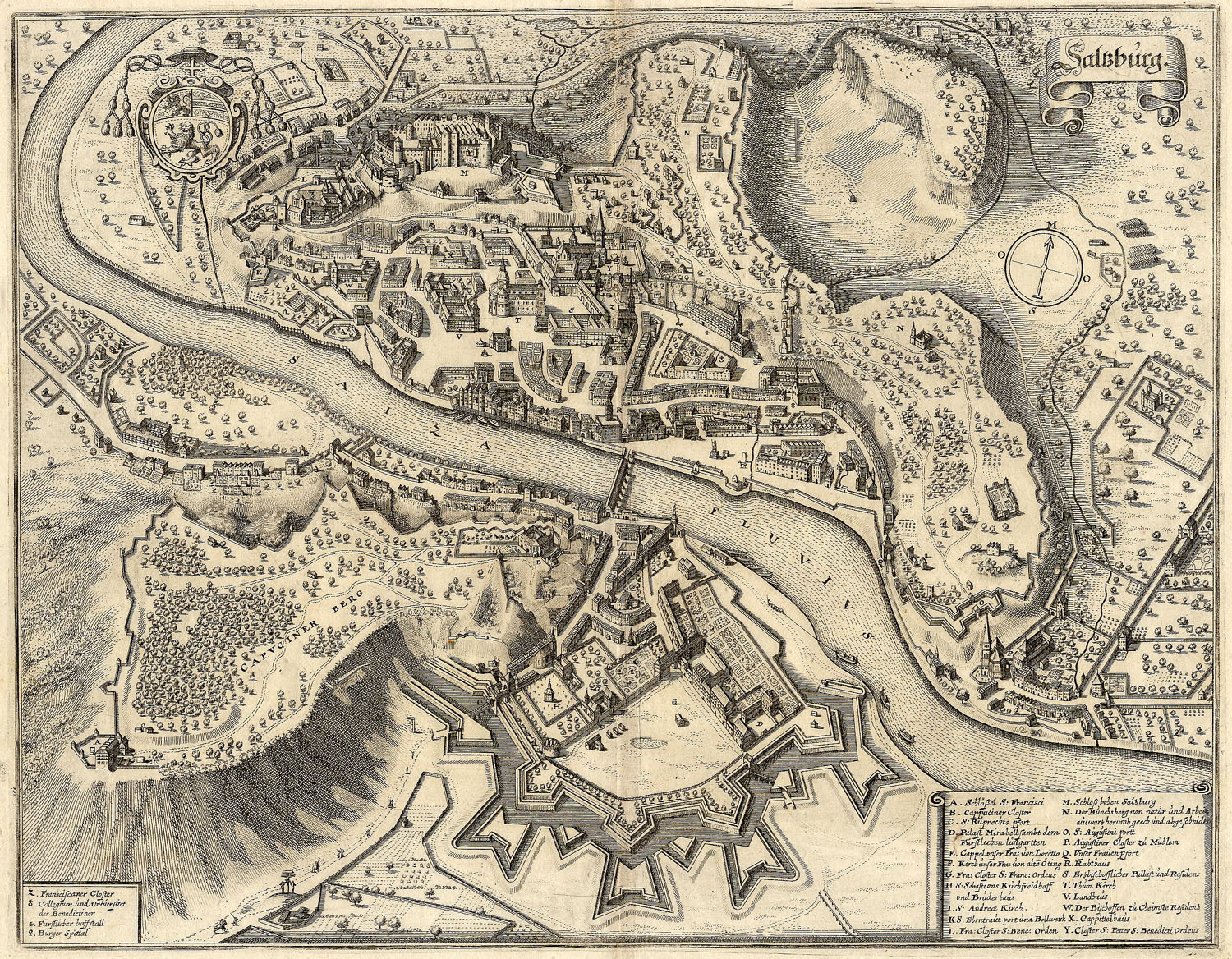
Salzburg 1644

Sie stammt aus der Zeit des Dreißigjährigen Krieges, der weitaus größte Teil auch dieser Wehranlagen der Stadt ist nicht erhalten. Diese nach dem Erbauer Paris Lodron auch Lodron'sche Stadtbefestigung bezeichnete Anlage bestand aus folgenden Teilen:

### Die Bollwerke der rechtsseitigen Altstadt
Die Bollwerke (auch Bastionen, Schanzen oder Basteien genannt) hießen von West nach Ost: St.-Vital-Bollwerk (heute Kurgarten), St.-Virgil-Bollwerk, St.-Heinrich-Bollwerk, St.-Rupert-Bollwerk und als „halbes Bollwerk“ St.-Sebastian-Bollwerk.
Die Ausdehnung der einstigen Bollwerke kann im ringförmigen Verlauf von Franz-Josef-Straße und Auerspergstraße nachempfunden werden. Die Bollwerke besaßen am Rand des Wehrgrabens eine etwa 6 m hohe Wehrmauer (Niederwall), hinter dem sich knapp 1,5 m tiefer der Rondengang befand. Hinter diesem durch alle Bollwerke durchlaufenden, gut 4 m breiten Gang schloss der (samt der gut 1 m hohen Brustwehr auf der Krone des Walles) etwa 7 m hohe obere Erdwall an. Von der Brustwehr-Oberkante bis zum Wehrgrabensohle ergibt sich ein Höhenunterschied von gut 12,5 m.
Der Grundriss der einzelnen Bastionen besaß eine etwa gleichseitig fünfeckige Form. Die Bollwerke (Bastionen) waren durch Mauern und dahinter die Wallanlagen, die Kurtinen (Courtinen), miteinander verbunden. An die Kurtinen schlossen an der Basis (Kehle) die Flanken an; die Spitze des Bollwerks, Saillant genannt, wurde durch die beiden Facen gebildet. An den drei vorderen Eckpunkten der Bollwerkseiten standen jeweils kleine militärische Aussichtstürmchen (Auslug, Gaffe), wie man sie etwa von Kapuzinerberg oder Festung kennt.
Der Wehrgraben seinerseits bestand aus einer ebenen Grundfläche, die in der Nähe der inneren Wallmauer einen umlaufenden 1 m erhöhten Betreuungsweg besaß. In den breiten Wehrgraben eingelassen war der in der Regel mit Wasser gefüllte, gut 1 m tiefe und etwa 10 m breite Wassergraben.
Vorgelagert waren zwischen den Bollwerken vier Ravelins, nämlich das St.-Vital-Ravelin, das St.-Virgil-Ravelin, das St.-Heinrich-Ravelin und das St.-Rupert-Ravelin. Sie wurden der Reihe nach auch Ravelin I bis Ravelin IV genannt.
Vor 1700 befanden sich zudem vor den Bollwerken noch vier Hornwerke, die weit nach Norden und Osten vorragten. Im Westen reichten sie etwa bis zur heutigen Bahnlinie Richtung München. Sie hießen (wie die Bollwerke) St.-Vital-Hornwerk, St.-Virgil-Hornwerk, St.-Heinrich-Hornwerk und St.-Rupert-Hornwerk.

### Der Wehrmauerzug vom Lederertor zum Inneren Steintor
Die Wasserbastei ließ Paris Lodron im Jahr 1641 südlich des Bollwerkes St. Vital errichten. Der Mauerzug westlich des Schlosses Mirabell führte bis zu einer Bastei, die seit etwa 1700 als Theatergarten genutzt wird. Im Raum des heutigen Stiftungsgebäudes Mozarteum bestand eine weitere nach Nordwesten hin ausgerichtete Bastei. Das Lederertor ragte zur Salzach hin ebenfalls vor, um einen möglichen von Norden kommenden Feind bekämpfen zu können. An den Wehrmauerzug zwischen Lederertor und Hauptbrücke wurden bald nach der Errichtung niedrige Militärbauten angebaut, der Mauerzug trat wenig in Erscheinung. Der Raum zwischen der Hauptbrücke und dem Inneren Steintor war nicht stärker gesichert, hier reichte eine geschlossene Zeile von Bürgerhäusern bis an die Salzach.

### Kapuzinerberg
Zumindest im Winter ist auf dem Kapuzinerberg der Mauerzug vom Kapuzinerkloster bis zum Franziskischlössl entlang der Südseite des Berges, aber auch der Mauerzug von Klostergarten zur Soldatenstiege nach Norden gut sichtbar. Fürsterzbischof Paris Lodron ließ ihn als über zwei Kilometer langen verwinkelten Mauerzug am Rand des Plateaus errichten. Der Mauerzug im Osten vom Franziskischlössl zum Oberen Gnigler Kavalier ist dagegen nur in kleinsten Resten erhalten.
Zwei Kavaliere, der Große und der Kleine Linzertorkavalier im Norden in den steilen Felsen hinein angelegt, sind ebenfalls Teil der Verteidigungsanlagen auf dem Stadtberg. So konnten die von Osten in die Stadt führenden Hauptstraße und die zugehörigen Wehrbauwerke von oben her gut überwacht werden. Der kleine Kavalier war über eine in den Fels gehauene Soldatenstiege vom Linzertor und der dortigen Kaserne aus auf direktem Weg erreichbar.
Zwei weitere Kavaliere sind der Untere und der Obere Gnigler Kavalier, die um die Gnigler Schanze in der Talenge zum Neuhauser Schlossberg (Kühberg) hin erbaut wurden, um den Ostabhang des Kapuzinerbergs ausreichend schützen zu können.
Besonders stark gesichert wurden die Basteien über der Steingasse und dem Platzl: Diese Wehrbauten bezogen auch den Garten des Kapuzinerklosters in die Befestigungsanlagen ein. Die Imbergstiege wurde aus der Steingasse und der Prügelweg von der Linzer Gasse mit wehrhaften Torbögen versehen.
Zu den Verteidigungsstellungen des Berges gehört auch eine Geschützbastei und ein ursprünglich doppelter Wehrmauerzug mit Ausfalltor (äußerer Wehrmauerzug nicht erhalten) im Osten. Weiters gab es auf dem Kapuzinerberg drei Pulvertürme, eine Rossmühle und nächst einstigen Soldatenunterkünften drei Regenwasser-Zisternen und eine Trinkwasserzisterne (Brunnstube).

### Linksseitige Altstadt
Nachdem der Mönchberg mit seinen skarpierten Felsen im Westen der linksseitigen Altstadt einen guten Schutz verlieh, war ein ausreichender Schutz der Altstadt zwischen dem Klausentor im Norden und dem Kajetanertor und dem Bollwerk St. Erentrudis im Süden nur salzachseitig erforderlich. Der gesamte Bereich zur Salzach wurde damals militärisch gesichert.
Die wesentlichen Teile der Verteidigungsanlagen bis zur Hauptbrücke waren damals:
Das Klausentor samt Zugbrücke über den Wehrgraben und Klausenkavalier (heute Humboldt-Terrasse) über dem Tor, der Wehrmauerzug vom Klausentor zur Sternbastei (scherzhaft auch Insel Elba genannt) und daran anschließend die Alte Thürnitz mit dem Fleischtor (Wassertor). Von dort führte ein kurzes Wehrmauerstück zur Hauptbrücke.
Oberhalb der Hauptbrücke führte ein Wehrmauerzug entlang der Salzach zum Antretterhaus. Dort schloss mit Imhofstöckl, Hofbinderstöckl und Zeugwartstöckl im Norden und der Wehrmauer vor dem Spaur’schen und dem Starhemberg’schen Kanonikalhaus im Süden ein Wehrmauerzug um das Michaelstor an. Noch weiter stromaufwärts folgte das ausgedehnte St.-Erentrudis-Bollwerk mit dem Kajetanertor.

### Mönchsberg und Festungsberg
Auch auf dem Mönchsberg wurden die alten Wehranlagen neu gestaltet. Die Flanken des Berges wurden weiter skarpiert, um sie so als Wehrmauern zu gestalten:
Die Müllner Schanze wurde im Norden des Berges schrittweise mit ihren drei übereinanderliegenden Wehrebenen und den beiden Wehrtoren sowie ihrem umlaufenden (heute größtenteils verfüllten 4,5 m tiefen und acht Meter breiten) Wehrgraben errichtet, die mit ihren Vorwerken bis unmittelbar an die Augustinergasse und an die Müllner Hauptstraße reicht. Die Müllner Schanze reichte im Osten bis zum Klausenkavalier (Humboldtterrasse) und bis zum Kavalier unter dem Johannesschlössl im Westen.
Die Wehrmauer östlich der Bürgerwehr zum Stadtteil Riedenburg hin wurde deutlich erhöht, die dortigen Felsen skarpiert und damit der alte Aufgang auf den Berg verschlossen.
Die beiden Zwinger im Südwesten des Berges (heute Richterhöhe) wurden nach Westen (nach Bucklreuth zu) durch eine vorgesetzte Wehrmauer verstärkt. Der untere Zwinger wurde durch ein neues Wachehaus (Weingartenhaus) verstärkt.
Die Scharte zwischen Mönchsberg und Festungsberg mit seiner bisherigen Zufahrtsstraße von Süden her wurde mit einem breiten Wehrmauerzug verschlossen. Zum Schutz der Vorwerke der Festung wurde hier das Äußere und das Innere Schartentor errichtet. Die Katze als Vorwerk der Festung wurde wesentlich verstärkt, vergrößert und insgesamt neu gestaltet.
Die mittelalterliche Burg wurde durch die Anlage von umgebenden Geschützbasteien (Obere und Untere Hasengrabenbastei, neu gestaltete Obere und Untere Nonnbergbastei, Geschützbastei im Süden) zur neuzeitlichen Festung ausgestaltet und erweitert. Zudem wurde die Burg mit Wehrmauern und Sperrbögen im Raum des Hohen Weges zur Stadt hin deutlich besser gesichert. Das gotische hohe Dach des Hohen Stockes wurde durch ein niedriges Grabendach ersetzt und damit besser vor Geschützbeschuss gesichert.
Der Zufahrtsweg vom St.-Peter-Bezirk auf den Mönchsberg (heute Toscaninihof) wurde mit einer hohen Mauer geschlossen, anstelle der früheren Straße wurde ein gesicherter Stiegenaufgang (St.-Peter-Wacht, Mönchsbergpforte) errichtet.

### Weitere Wehranlagen zur Sicherung der Stadt Salzburg
Im Osten der Stadt wurde die Gnigler Schanze mit ihrem hohen wehrhaften Wall und einem vorgelagerten Graben zwischen dem steilen Ostfuß des Kapuzinerberges („Fürberg“) und dem dem Kühberg vorgelagerten Schlossberg mit Schloss Neuhaus errichtet. Gesichert wurde diese Schanze auch von den beiden Gnigler Kavalieren auf dem Fürberg und von Schloss Neuhaus aus. Sie wurde als Wehrbauwerk bereits um 1700 weitgehend aufgelassen. Eingeebnet wurde sie vor allem beim Bau der Giselabahn und nachfolgend bei der Anlage des Rangierbahnhofes.
Da im Süden der Stadt das Leopoldskroner Moos für ein Heer mit Tross und Wagen nicht durchquerbar war, blieb nur ein kleiner Bereich am Fuße des Untersbergs für einen feindlichen Angriff offen. Dieser Bereich wurde mit dem Schloss Glanegg und einem Mauerzug zum Fuße des Untersbergs hin verschlossen.

### Erhaltene Teile der Wehranlagen
In der linksseitigen Altstadt wurden Mauerreste am Rudolfskai beidseits des ehemaligen Michaelstores nicht abgerissen. Auch Reste des St.-Erentrudis-Bollwerks blieben im Süden nächst dem Schanzlpark und im Raum der Basteigasse erhalten. Das von Paris Lodron umgestaltete und später verschlossene Äußere Nonntaler Tor ist als Kellerraum im Haus Schanzlgasse 14 vor dem Abbruch bewahrt worden. Auch das Gstättentor (1618, erste Anlage um 1280) und das Klausentor (1612) blieben im Wesentlichen erhalten.

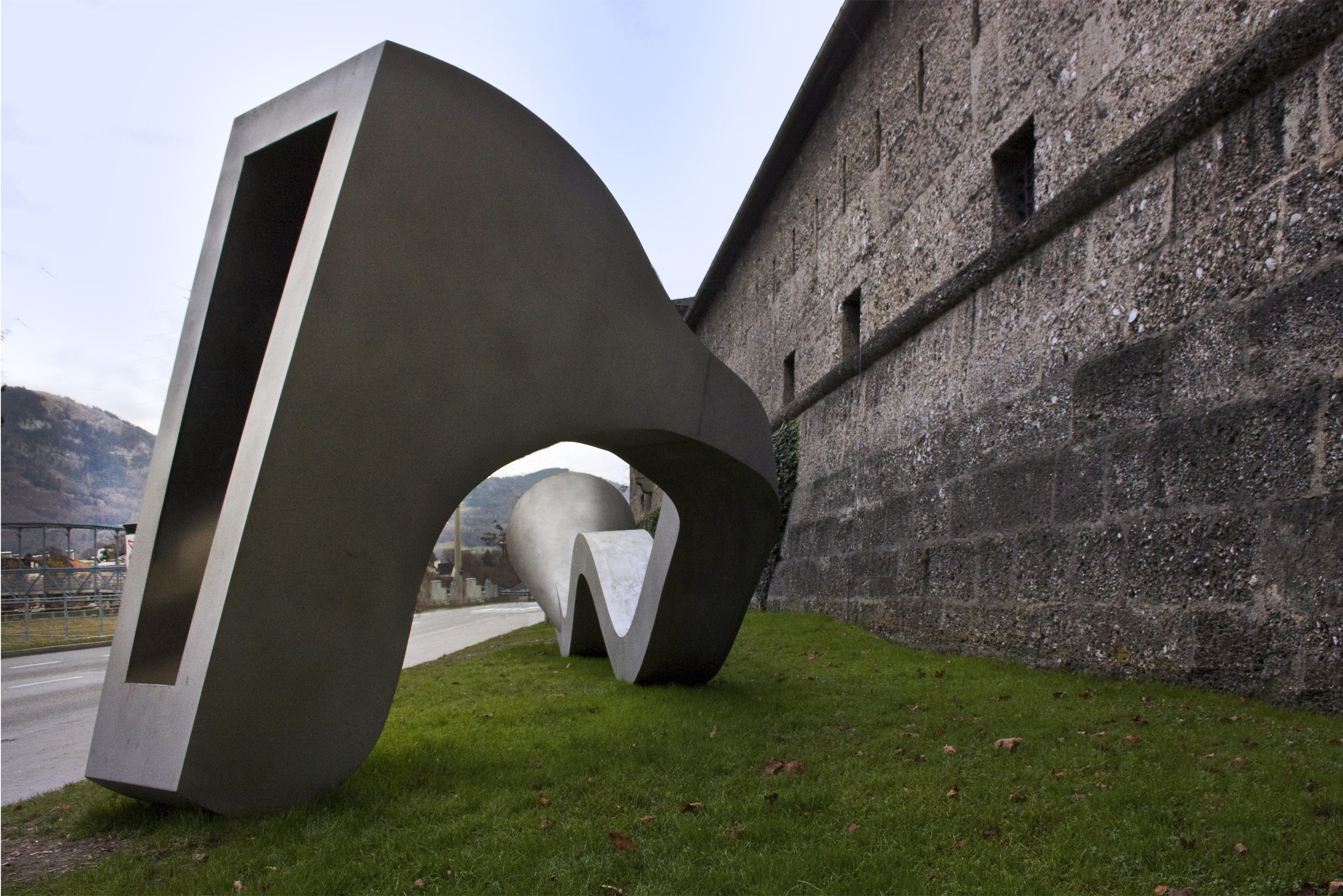
Stadtmauerrest am Rudolfskai
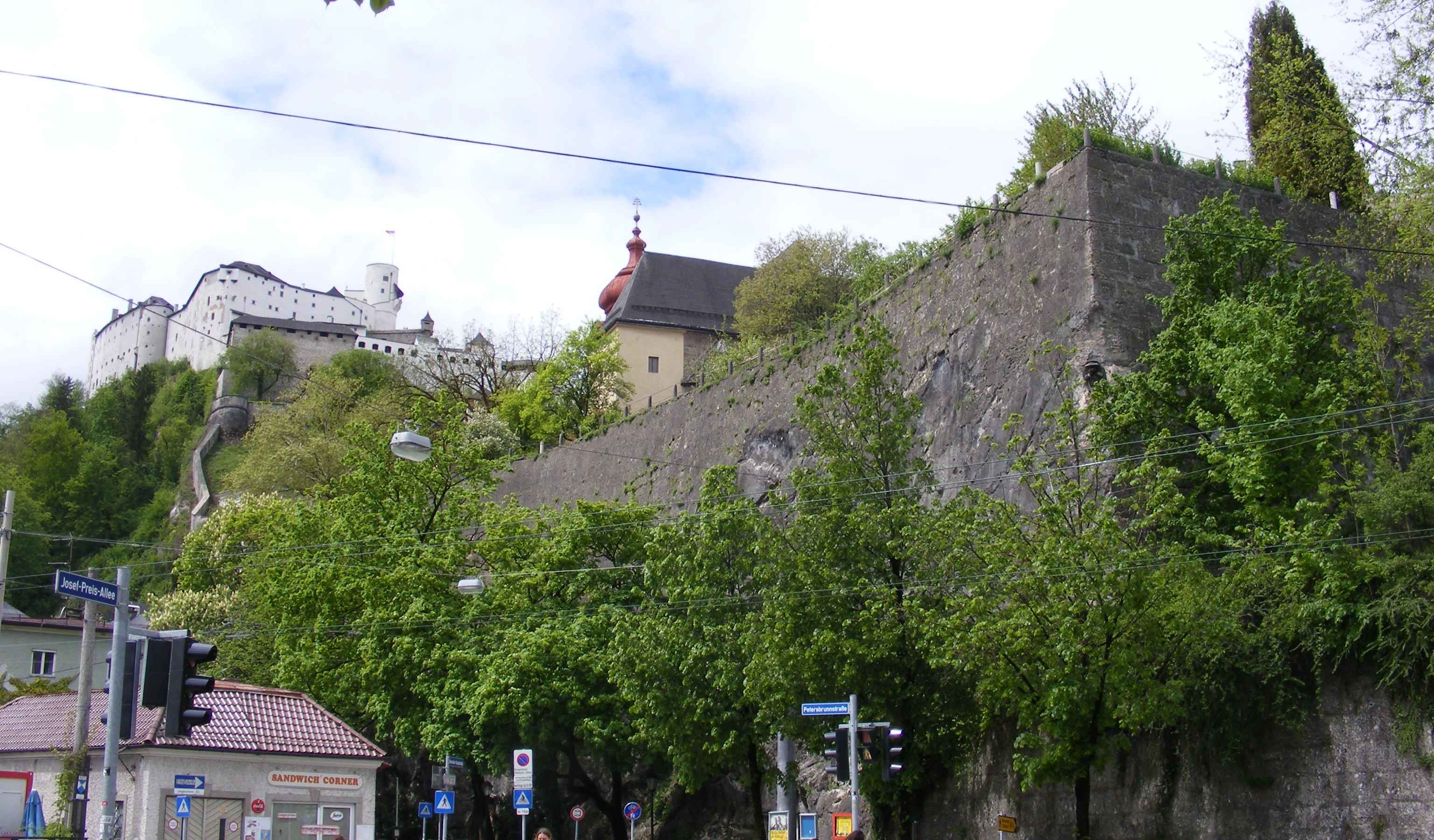
Bollwerk St. Erentrudis
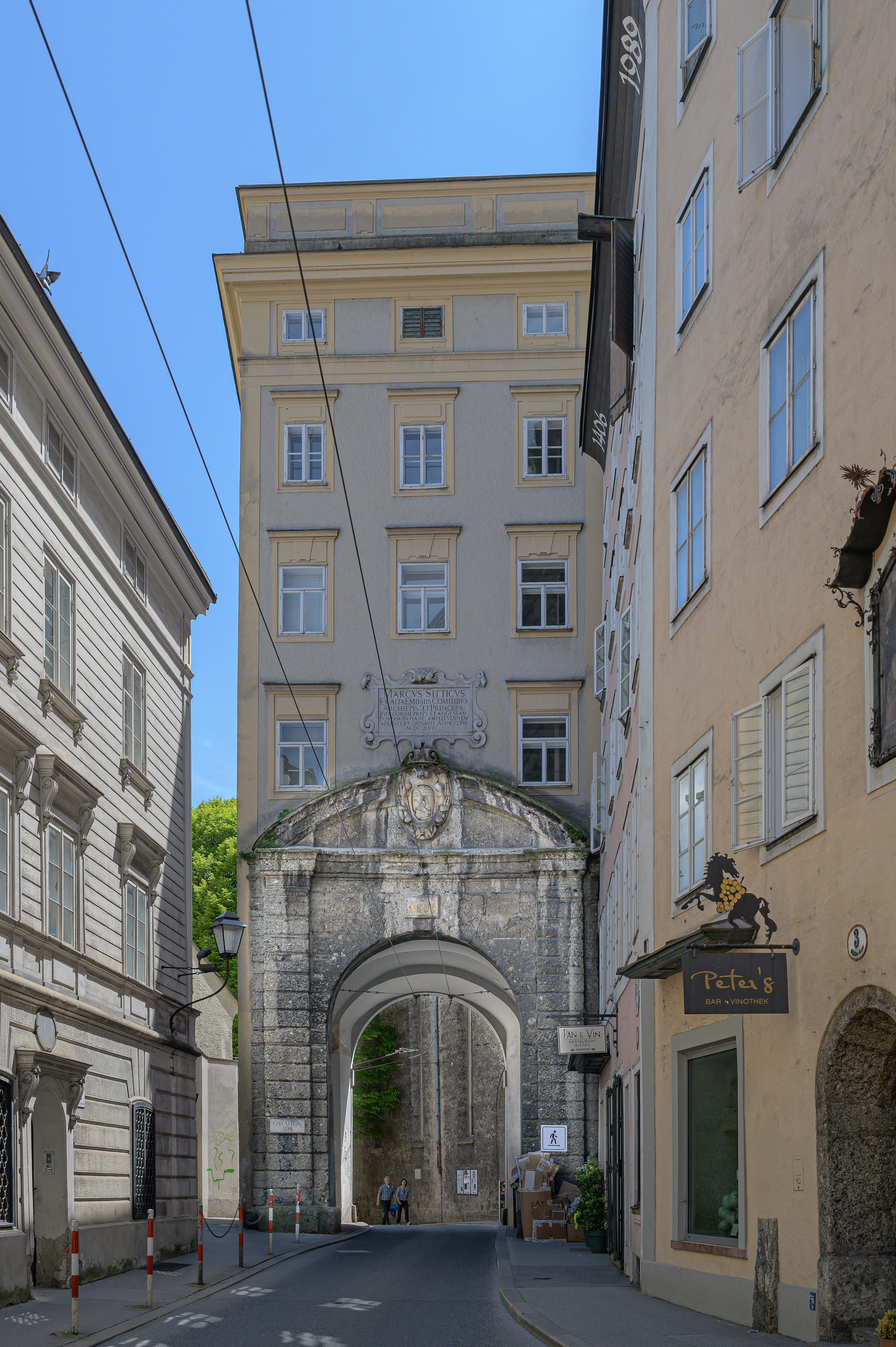
Gstättentor
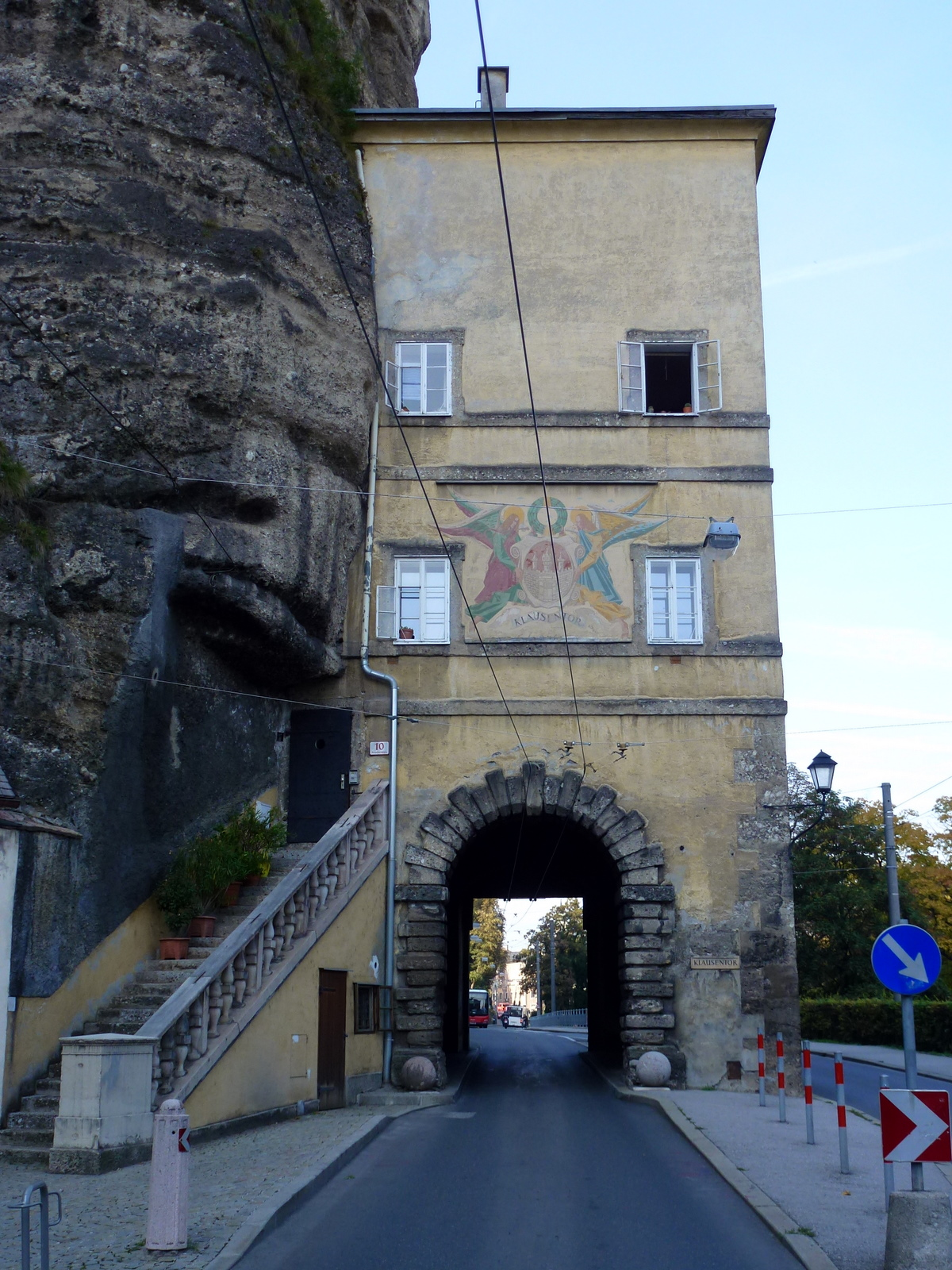
Klausentor

Die Müllner Schanze als dreistufige Wehranlage mit Augustinerpforte und Monikapforte und dem Klausenkavalier (Humboldt-Terrasse) sowie dem Kavalier unter dem Johannesschlössl sicherte die einstige Residenzstadt nach Norden hin. Der umlaufende tiefe Wehrgraben der Müllner Schanze ist allerdings heute zugeschüttet, die Wehranlage wurde auch durch einen serpentinenartigen Straßenneubau stark beeinträchtigt.
Die skarpierten Felsen des Mönchsbergs, teilweise mit aufgesetztem Wehrmauerzug, dienten vor allem im Raum im Osten der Bürgerwehr, im Raum westlich der heutigen Richterhöhe und im Raum des heutigen Toscaninihofes ebenfalls der Verteidigung. Wichtig war auch das Torwächterhaus des unteren Zwingers nächst der Richterhöhe zur Sicherung des dortigen Ausfalltores.
Besonders wichtig waren die Verteidigungsanlagen im nächsten Nahbereich der Festung Hohensalzburg. Dazu zählen die Katze (erste Anlage aus der Zeit der zweiten Stadtbefestigung) und die äußeren Geschützbasteien der Festung Hohensalzburg sowie der erhaltene Teil der Wehrmauern im Raum der Schanze zwischen Mönchsberg und Festungsberg mit dem Inneren Schartentor sowie die Wehrmauern und Torbögen im Vorfeld der Festung.
Im Raum der rechtsseitigen Altstadt wurden das Innere Steintor, die Wasserbastei im Mirabellgarten und die das Heckentheater westlich begrenzende Wehrmauer (Bastei), sich bis hinter das Gebäude der Stiftung Mozarteum erstreckend, nicht geschleift, da ansonsten der Theatergarten im  Mirabellgarten stark beeinträchtigt oder zerstört worden wäre.

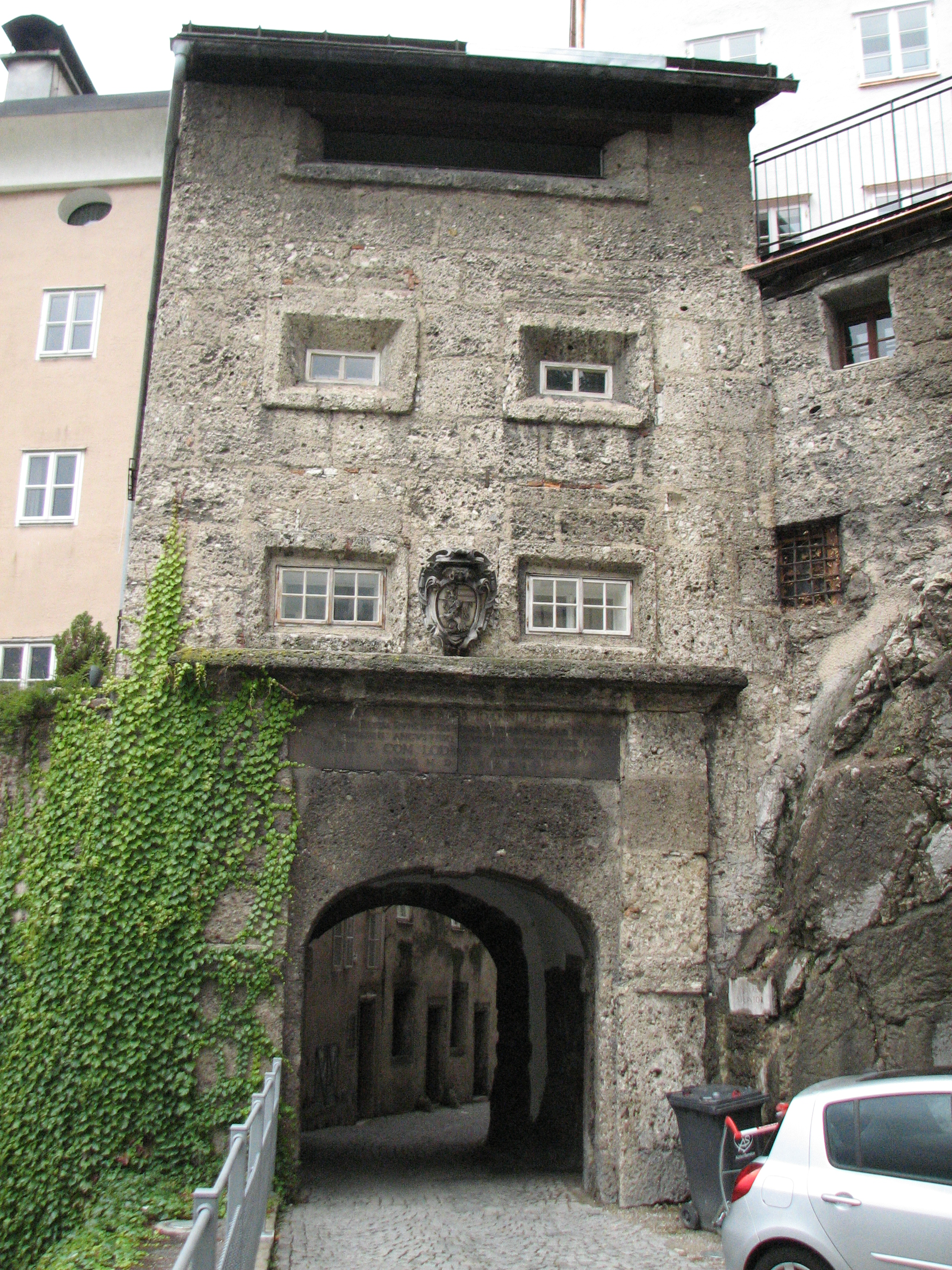
Inneres Steintor
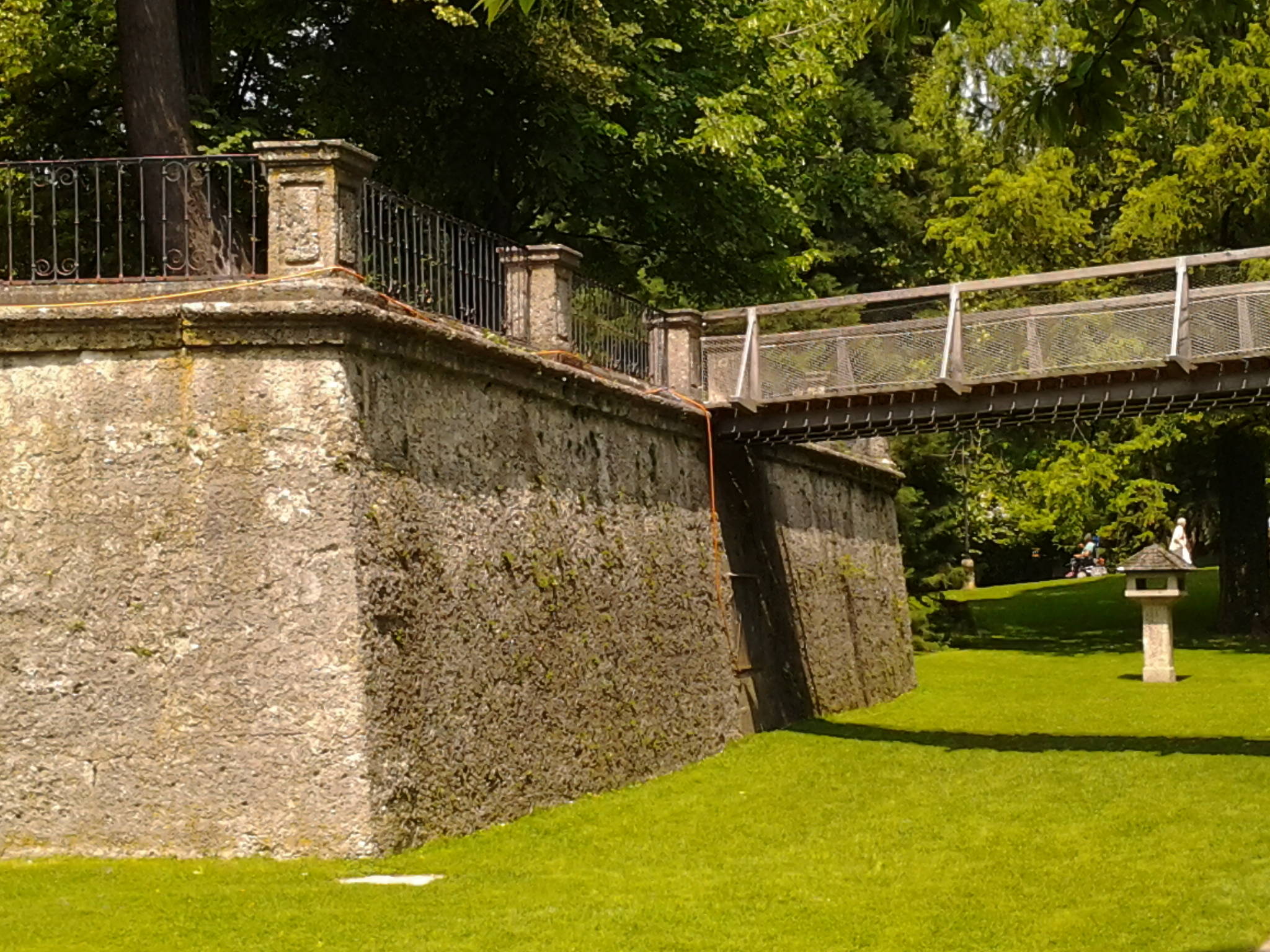
Wasserbastei

Ein Großteil des Wehrmauerzuges auf dem Kapuzinerberg ist erhalten. Die Geschützbastei vor dem Wehrmauerzug im Osten wird baulich seit Jahrzehnten nicht gesichert und verkommt zunehmend. Auch letzte erhaltene Reste des Wehrmauerzuges auf der Ostseite des Berges verkommen ungesichert.
Der Kleine Linzer Kavalier dient heute wieder als beliebte Aussichtsterrasse (die alte Soldatenstiege ist aber derzeit nicht begehbar). Die Aussichtsterrasse des Großen Linzer Kavaliers wird derzeit durch einen Zaun versperrt und ist kaum einsehbar.
Der Obere und der Untere Gnigler Kavalier im Osten des Berges sind erhalten. Der Obere Gnigler Kavalier ist eine Aussichtsplattform, der Untere Gnigler Kavalier befindet sich in Privatbesitz und ist bebaut.
Nächst der Linzer Gasse beim Aufgang auf den Berg steht der Wehrbau der Felixpforte, unweit davon befinden sich die Hettwer-Bastei und umgebende Basteien. Das Franziskischlössl ist in leicht veränderter Form ebenfalls gut erhalten.

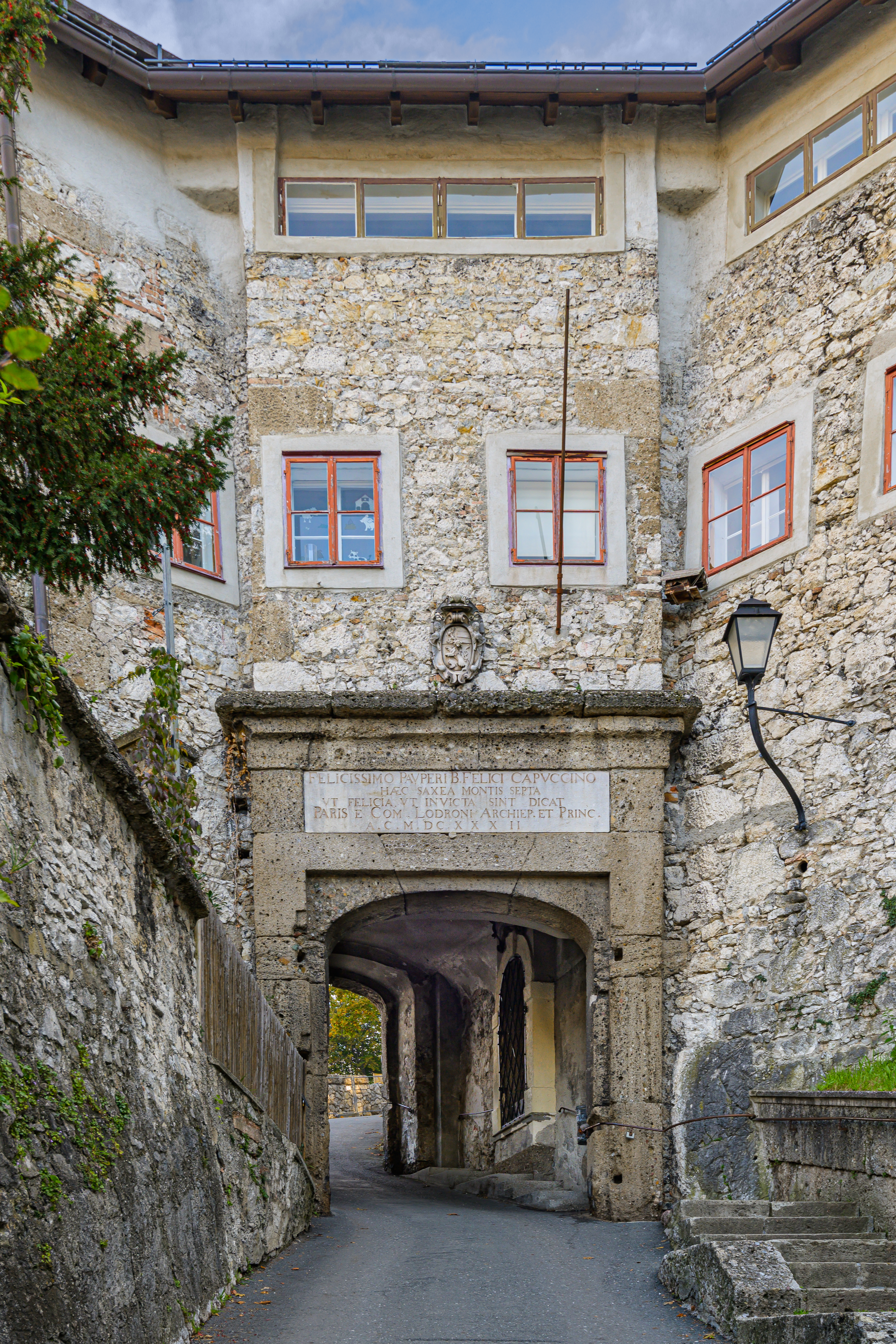
Felixpforte
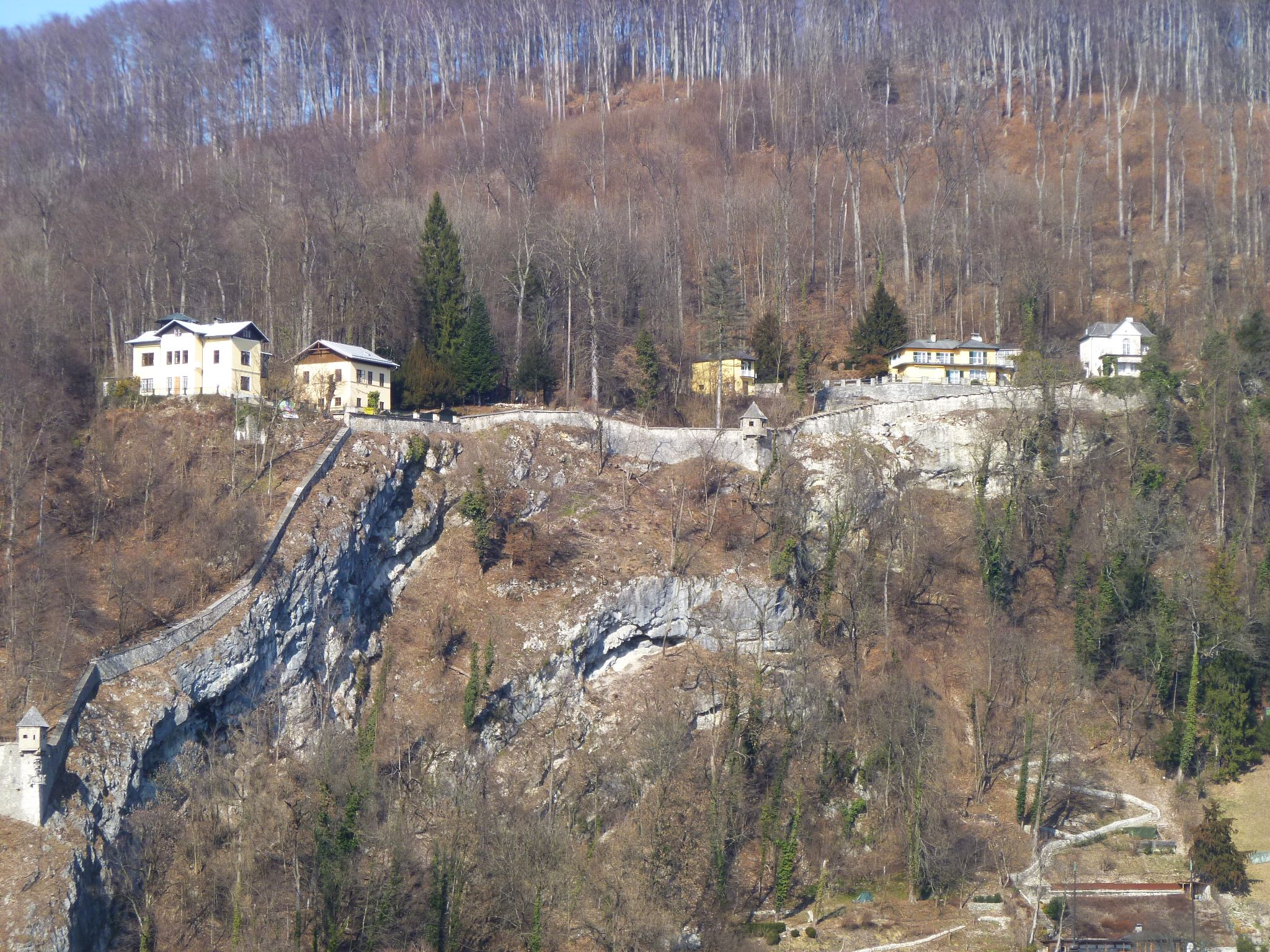
Teil der Wehrmauer auf dem Kapuzinerberg
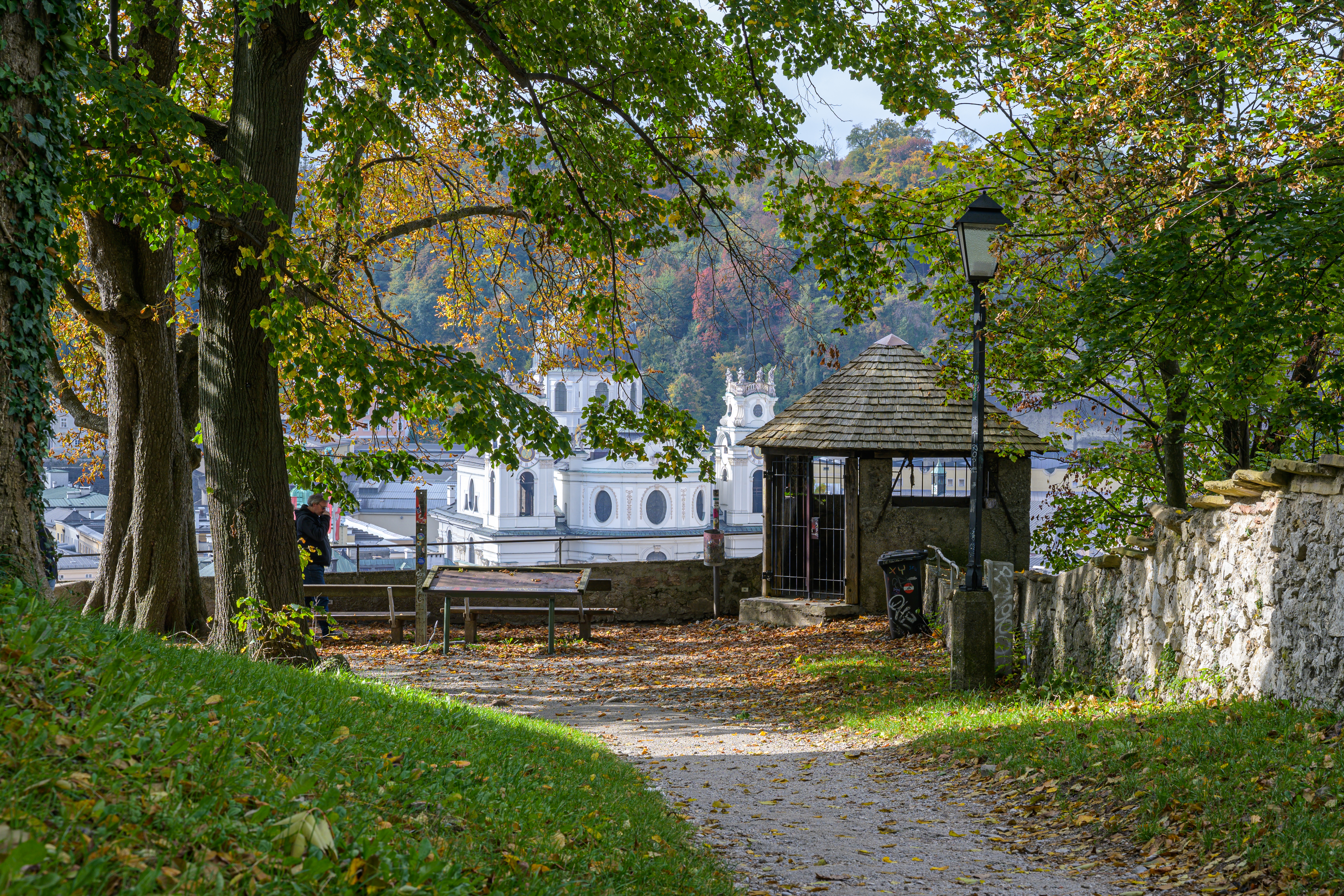
Hettwerbastei
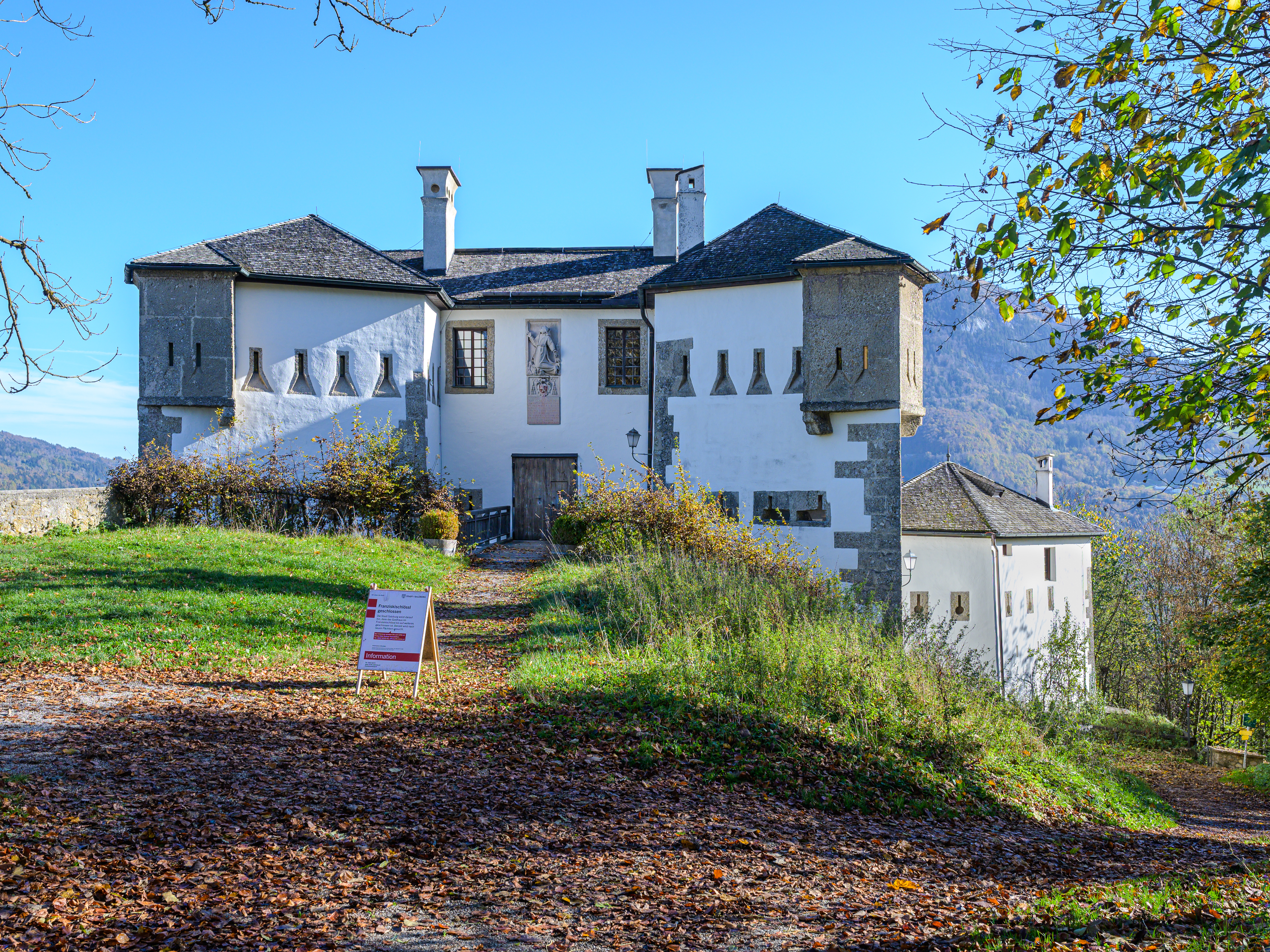
Franziskischlössl (2023)
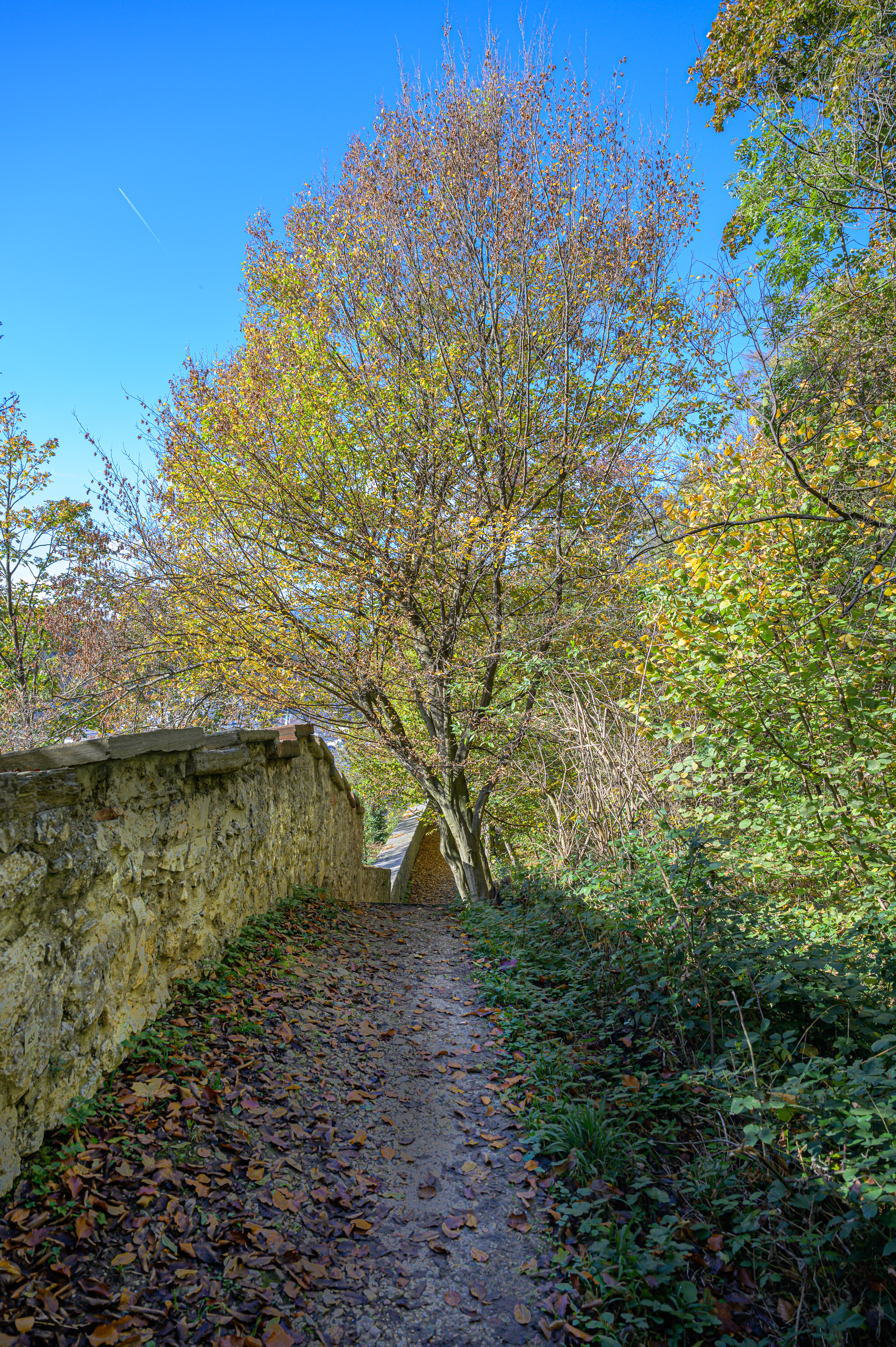
Wehrmauer am Basteiweg

2018 erfolgt ein Sanierung der Wehrmauern am Mönchsberg durch Bergputzer und Mitarbeiter einer Spezialfirma.

## Die Schleifung der Wehranlagen im 19.Jahrhundert
Mit dem Anschluss des Landes Salzburgs (bzw. der größten Teile Salzburgs) an die Monarchie Österreich mit Jahresbeginn 1816 gelangten die Anlagen in den kaiserlichen Besitz. Im Jahr 1860 wurden die Statuten der Gesamtstadt als Festung aufgehoben. Die Festungsbauten entsprachen nicht mehr der Waffenentwicklung. 1866 wurden die Festungswerke zwischen Schloss Mirabell und dem Linzer Tor anlässlich des 50-Jahre-Jubiläums der Angliederung von Salzburg an das Kaisertum Österreich als Geschenk der Stadtgemeinde übergeben. Darauf wurden die Festungswerke schrittweise abgerissen. Das Material wurde für die Salzachregulierung oder (in geringem Umfang) für die Kanalisation verwendet.

### Historische Karten
- Von Reinhard Medicus erstellte, weitgehend katasterscharfe Stadtplanserie der Stadt Salzburg (30-Jahr-Abstände) der Jahre 1800–2010
- Österreichischer Städteatlas/Salzburg (verschiedene Angaben im Städteatlas -Wachstumskarte sind z. T. umstritten)
- Wachstumsphasenkarte mit Legende, von den Anfängen bis 1830 (Angaben dort sind z. T. umstritten.)